# Sayeeda Warsi
Sayeeda Hussain, baronne Warsi, née le 28 mars 1971 à Dewsbury, est une femme politique britannique membre de la Chambre des lords du Royaume-Uni.

## Biographie
Issue d'une famille pakistanaise, de confession musulmane, Warsi est ministre sans portefeuille dans le gouvernement Cameron et vice-présidente du Parti conservateur entre 2010 et 2012. En 2007, elle a été anoblie à vie en tant que baronne Warsi, et est devenue le plus jeune membre de la Chambre des lords. En juin 2012, David Cameron ordonne une enquête pour déterminer si Sayeeda Warsi est coupable de conflit d'intérêts pour avoir invité Abid Hussain, un de ses associés en affaires à un voyage officiel.
Le 5 août 2014, Warsi démissionne de ses fonctions de ministre d'État senior rattachée au ministère des Affaires étrangères et du Commonwealth et ministre des Communautés et du Gouvernement local affirmant ne plus être en mesure de soutenir la politique du gouvernement de David Cameron au sujet du conflit israélo-palestinien. En 2019, elle reproche à son parti de « régresser » sur la question du racisme, à la suite des fréquents dérapages islamophobes ou antimusulmans d'élus ou militants conservateurs.